# سیارک ۱۶۱۹۸۹

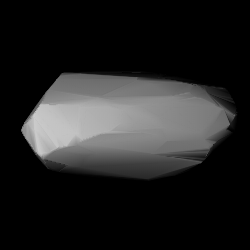
مدل سه‌بُعدی سیارک ۱۶۱۹۸۹ بر اساس منحنی نور آن

سیارک ۱۶۱۹۸۹ (به انگلیسی: 161989 Cacus، نامگذاری:1978CA) صد و شصت و یک هزار و نهصد و هشتاد و نهمین سیارک کشف شده‌است که در ۸ فوریه ۱۹۷۸ کشف شد.